# Atomosphyrus tristiculus
Atomosphyrus tristiculus là một loài nhện trong họ Salticidae.
Loài này thuộc chi Atomosphyrus. Atomosphyrus tristiculus được Eugène Simon miêu tả năm 1902.